# Epirrhoe brunneata
Epirrhoe brunneata är en fjärilsart som beskrevs av Kitt 1925. Epirrhoe brunneata ingår i släktet Epirrhoe och familjen mätare. Inga underarter finns listade i Catalogue of Life.